# Аттербум, Пер Даниель Амадеус
Пер Дание́ль Амаде́ус А́ттербум (швед. Per Daniel Amadeus Atterbom; 1790—1855) — шведский поэт, философ и педагог.

## Биография
Родился 19 января 1790 года в приходе Эсбо в Эстергётланде в семье сельского священника .
Посещал гимназию в Линчёпинге и в 1805 году поступил в Уппсальский университет. Он рано познакомился с немецкой литературой, оказавшей большое влияние на его литературную деятельность.
В 1807 году основал вместе с несколькими друзьями общество поэзии и критики «Musis Amici», принявшее в 1808 году название «Aurora-Förbundet» (Союз Авроры) и стремившееся освободить отечественную литературу от цепей академической неподвижности и французского жеманства. Этим обществом с 1810 по 1813 год издавалось в городе Уппсале периодическое издание «Phosphoros».
В 1812—1822 гг. издавал «Poetisk kalender». В 1817—1819 год он предпринял путешествие через Германию в Италию и по возвращении стал учителем кронпринца Оскара по немецкому языку и литературе. Из Уппсалы он сопровождал последнего в 1809 году в столицу Швеции город Стокгольм, в 1821 году был доцентом истории, а в 1824 году адъюнктом философии в Уппсале. В 1828 году занял должность профессора логики и метафизики, но в 1835 году перешел на кафедру эстетики.
В 1839 году был избран членом Шведской академии.
Скончался 21 июля 1855 года в городе Стокгольме.
В конце XIX — начале XX века на страницах Энциклопедического словаря Брокгауза и Ефрона была дана следующая оценка трудам Пера Аттербома:
Из произведений более зрелой поры его деятельности особенно замечательны: «Lycksalighetens Ö» (2 т., Упс., 1824—27; 3 изд., Оребро, 1875; «Samlade dikter» (2 т., Упс., 1837—38), исключительно лирич. содержания; «Svenska siare och skalder eller grunddragen af svenska vitterhetens häfder intil och med Gustaf III tidehvarf» (6 т., Стокг., 1841—55; 2 изд. 1862—63; дополн. 1864) — истор. литерат. произведение большой важности. Полное издание его сочинений появилось в 1854—64 в Оребро. Вторая часть собрания содержит остроумное произведение «Poesiens historia» (4 т., Оребро, 1861—62). Как поэт, А. отличается глубиною идей; язык и стихи его очень благозвучны; как философ, он склоняется к теософическим воззрениям и стремится примирить философию с христианством.